# Batalla de Gévora
La batalla de Gévora fue un enfrentamiento armado menor en el marco de la Guerra de la Independencia Española, que enfrentó al ejército hispano-portugués y a las tropas francesas. Se libró el 19 de febrero de 1811 en las proximidades de  Gévora, pedanía de Badajoz (España). El ejército francés, inferior en número al hispano-portugués, ganó la batalla y estuvo a punto de destruir el ejército español de Extremadura.
En un intento de ayudar al ejército del mariscal francés André Masséna a abandonar su posición en Portugal -atascado frente a las Líneas de Torres Vedras, situadas frente a Lisboa, tras su invasión en 1810- el mariscal Jean de Dieu Soult condujo una parte del Ejército del Sur (Armée du Midi) desde Andalucía a la región vecina de Extremadura, poniendo sitio a la ciudad amurallada de Badajoz. El Vizconde de Wellington y el capitán general Pedro Caro y Sureda enviaron un gran ejército español para romper el cerco. Sin embargo, Caro y Sureda murió antes de la partida de dicho ejército, el 23 de enero de 1811, víctima de un violento ataque de disnea; el mando pasó al general Gabriel de Mendizábal. Con el apoyo de una pequeña fuerza de caballería portuguesa, los españoles llegaron a la ciudad y acamparon en los cercanos altos de San Cristóbal a principios de febrero de 1811.
Mendizábal hizo caso omiso de las instrucciones de Wellington y no atrincheró a su ejército. Soult aprovechó la posición vulnerable del ejército español y envió una pequeña fuerza para atacarlo. La mañana del 19 de febrero, las fuerzas francesas al mando del mariscal Édouard Adolphe Casimir Joseph Mortier derrotaron rápidamente al ejército español, causando 1000 bajas y tomando 4000 prisioneros, mientras que las bajas del ejército francés fueron de tan solo 400 hombres. La victoria permitió a Soult concentrarse en su asalto a Badajoz, que cayó en manos de los franceses el 11 de marzo y permaneció en manos francesas hasta el año siguiente.

## Antecedentes
A pesar de su victoria parcial sobre el mariscal André Masséna en Portugal en la batalla de Buçaco en septiembre de 1810, Arthur Wellesley, Vizconde de Wellington, se vio obligado por las maniobras de Masséna a retirarse tras las amplias Líneas de Torres Vedras, una serie de fuertes que defendían la capital portuguesa, Lisboa. El 10 de octubre de 1810, tan solo quedaban fuera de las líneas defensivas la división ligera del ejército británico y unas patrullas de caballería, mientras que el Ejército de Portugal a las órdenes de Masséna se concentraba alrededor de Sobral de Monte Agraço, preparando aparentemente el ataque a las líneas enemigas. Tras una feroz escaramuza el 14 de octubre, los franceses se atrincheraron en lugar de llevar a cabo un asalto a gran escala, permaneciendo atrincherados durante un mes, antes de retirarse a una posición entre Santarém y Rio Maior.

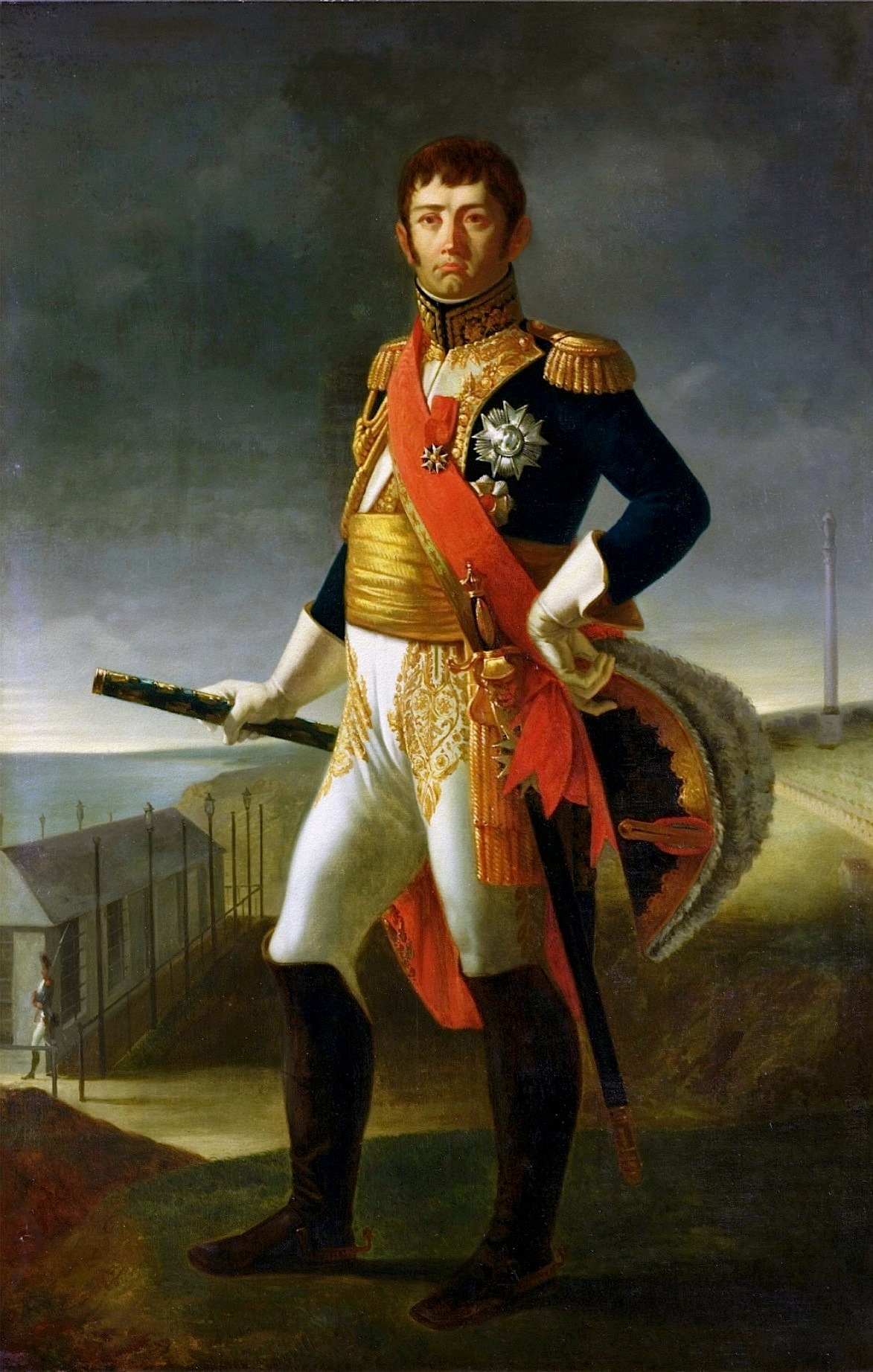
El mariscal francés Nicolas Jean de Dieu Soult.

Previamente, Napoleón había enviado despachos al mariscal Soult, comandante del Ejército del Sur, instándole a enviar ayuda a Masséna en Portugal. Sin embargo, las órdenes del Emperador, que exigían solo una pequeña fuerza, estaban basadas en informes desactualizados, y la situación había cambiado considerablemente cuando Soult las recibió. En aquel momento había 30.000 soldados aliados y seis importantes fortificaciones entre el ejército francés y la capital portuguesa, haciendo que un ataque sobre Lisboa fuese virtualmente imposible. Pero estando obligado a actuar, Soult reunió un ejército de 20.000 hombres, principalmente del V Cuerpo, y emprendió una expedición a Extremadura con el objetivo de tomar la fortaleza española de Badajoz, alejándose de ese modo de parte de las fuerzas aliadas cercanas a Masséna y de las Líneas de Torres Vedras.
Soult dividió su ejército en dos contingentes y avanzó hacia Extremadura por los dos principales pasos desde Andalucía en el valle del Guadiana, con la intención de volver a unirlos en Almendralejo. Una de las columnas, mandada por el general Marie Victor Nicolas de Fay, marqués de Latour-Maubourg, encontró escasa resistencia durante su marcha: el 3 de enero de 1811, la columna se enfrentó a 2500 soldados españoles y portugueses de caballería cerca de Usagre, pero esa fuerza solo era una pantalla con la misión de cubrir la retirada al otro lado del Guadiana de una división de infantería española bajo el mando del general Mendizábal. Latour-Maubourg fue capaz de apoderarse de una posición cercana a Almendralejo, donde esperó la llegada de la segunda columna francesa.
La segunda columna, comandada por Soult, y que incluía la división del V Cuerpo del general Gazan, escoltaba el tren de asedio y por lo tanto tuvo que tomar una ruta más larga pero más practicable hacia Extremadura. El mal tiempo y la deserción de los guías españoles provocaron que el tren de artillería se separara de la escolta de infantería, un problema que se acentuó cuando la columna se vio amenazada por 5000 españoles a las órdenes del general Francisco Ballesteros. Cuando el mariscal Mortier hizo frente a Ballesteros, este se retiró sin sufrir daños importantes pero manteniendo la amenaza sobre la retaguardia de la columna francesa. Debido a esto, Soult mandó a la infantería al mando de Gazan que cortara el paso a la tropa española y protegiera el tren de asedio que se había retrasado, mientras él continuaba adelante hacia Almendralejo con su caballería. Como resultado, Soult se reunió finalmente con Latour-Maubourg el 6 de enero con solo una fracción de su columna original y sin contar con artillería pesada.

## Preludio de la batalla

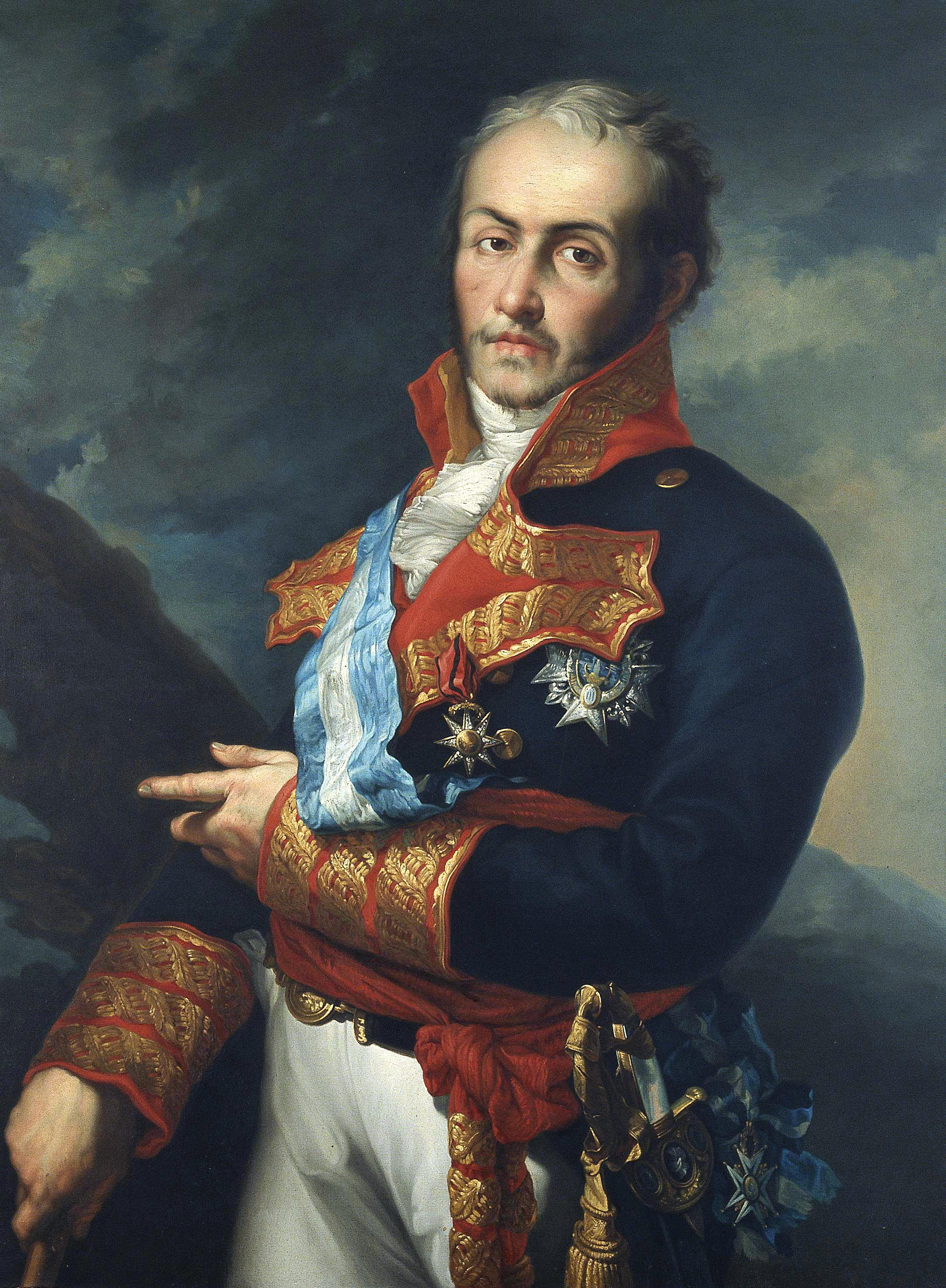
Pedro Caro y Sureda, tercer marqués de La Romana.

Soult no podía asediar una fortaleza como la de Badajoz con su reducida fuerza y, como consecuencia, decidió cambiar sus planes. Envió su caballería ligera bajo el mando del general de brigada André Louis Elisabeth Marie Briche a tomar Mérida, dejó cuatro escuadrones de dragones en La Albuera para vigilar la guarnición de Badajoz, y él se dirigió con el resto de sus hombres a sitiar Olivenza. Previamente, Wellington había aconsejado al general Pedro Caro y Sureda, marqués de La Romana y comandante del Ejército español de Extremadura, que o bien destruyera la fortificación de Olivenza, o reparara sus defensas y la guarneciera completamente. Caro y Sureda a su vez dio instrucciones a Mendizábal para que desarmara la fortaleza, pero este ignoró la orden y en su lugar reforzó la guarnición con cuatro batallones de infantería. Por consiguiente, cuando Soult llegó a Olivenza el 11 de enero, encontró una fortificación firmemente guarnecida pero insostenible. La artillería pesada francesa empezó a llegar el 19 de enero, y hacia el 22 de enero los franceses lograron reabrir una brecha en los muros que había sido mal reparada anteriormente. La guarnición se rindió el 23 de enero, siendo tomados como prisioneros más de 4000 españoles del Ejército de Extremadura.
Soult se encontraba en una difícil posición: aunque contaba con un gran contingente -4000 hombres- de caballería, al desplegar dos batallones para escoltar a los prisioneros hechos en Olivenza a Sevilla, que estaba en manos de los franceses, solo le restaban 5500 soldados de infantería para continuar la campaña. Además, aunque el tren de asedio había empezado a llegar, la ausencia continuada de la división de infantería de Gazan le dejaba con un ejército debilitado. A pesar de estos problemas, Soult decidió sitiar Badajoz con la esperanza de que Wellington enviara refuerzos a la fortaleza española y que, por lo tanto, se redujeran las fuerzas aliadas que hacían frente a Masséna en las Líneas de Torres Vedras. El 26 de enero, Soult marchó hacia Badajoz, enviando a Latour-Maubourg con seis batallones de caballería a través del Guadiana para bloquear el acceso a la fortaleza por el norte, y el 27 de enero dio comienzo el primer sitio a la ciudad. Finalmente, la división de Gazan se reunió con el ejército de Soult el 3 de febrero, aumentando la fuerza de los sitiadores en 6000 efectivos.
Mientras tanto, Gabriel de Mendizábal se había retirado a la frontera portuguesa tras haber enviado dos batallones para reforzar la guarnición de Badajoz. Debilitado por la derrota en Olivenza y por la continua ausencia de Ballesteros, pidió refuerzos a Caro y Sureda, y el 14 de enero recibió 1800 hombres venidos de Abrantes, a las órdenes de Carlos de España. Adicionalmente, le fueron enviados alrededor de 6000 soldados desde las Líneas de Torres Vedras el 19 de enero, que llegaron a Elvas el 29 del mismo mes. Cuando estas fuerzas se unieron a los 3000 hombres que seguían a las órdenes de Mendizábal, una división de caballería española y una brigada de caballería portuguesa, los aliados contaban con un ejército de casi 15.000 hombres, que deberían haber sido dirigidos por Caro y Sureda para enfrentarse a las tropas de Soult. Sin embargo, Caro y Sureda falleció a causa de un aneurisma el 23 de enero, y el mando del ejército aliado recayó sobre Mendizábal.
Antes de su repentina muerte, Caro y Sureda se había reunido con Wellington y habían acordado un plan para la campaña: el ejército estaba atrincherado en los altos de San Cristóbal, con su flanco derecho protegido por el fuerte de San Cristóbal, el frente cubierto por los ríos Gévora y Guadiana, el flanco derecho protegido por la fortaleza de Campomayor, y la retaguardia por Elvas. Aunque Mendizábal tenía conocimiento de ese plan cuando tomó el mando de las tropas aliadas, eligió ignorar las instrucciones al llegar a la orilla norte del Guadiana el 5 de febrero. En lugar de eso, dejó a la mayor parte de su infantería en Badajoz, quedando solo un pequeño contingente de soldados de a pie y su caballería bajo San Cristóbal. El 7 de febrero, Mendizábal envió un contingente contra las líneas de sitiadores franceses: la caballería portuguesa, apoyada por un pequeño grupo de infantería, cayó sobre el ala izquierda del ejército francés mientras que una fuerza mayor de 5000 hombres atacaba la derecha. Los españoles a las órdenes de Carlos de España se dirigieron a través de las primeras líneas francesas para entablar contacto con las brigadas del general Jean-Baptiste Girard y solo retrocedieron cuando Mortier envió varios batallones en ayuda de Girard. Carlos de España se retiró a Badajoz, habiendo perdido 650 hombres y causando 400 bajas en el ejército francés.
El 9 de febrero, Mendizábal retiró la mayoría de sus hombres de Badajoz, dejando atrás una guarnición de 7000 efectivos. Los 9000 infantes que integraban el ejército se dispusieron en los altos de San Cristóbal, mientras que los 3000 jinetes acamparon tras ellos, en las llanuras del Caya. El comandante español volvió a ignorar el plan de Wellington, rehusando cavar trincheras en los altos; tampoco envió una fuerza de caballería para proteger el frente y vigilar los movimientos franceses. Soult, sin embargo, ignoró en gran parte al ejército español en los días siguientes, concentrándose en lugar de ello en fortalecer sus líneas de asedio y bombardear Badajoz. Tanto el Guadiana como el Gévora se inundaron debido a fuertes lluvias, haciendo que fuera imposible cruzarlos, por lo que entre el 11 y el 18 de febrero, los franceses solo fueran capaces de bombardear el extremo sur de las líneas españolas, empujando a los españoles a alejarse de Badajoz y de la protección del fuerte de San Cristóbal.

## La batalla

Diagrama que representa la situación de las tropas y los principales movimientos durante la batalla de Gévora.
Ejército aliado hispano-portugués
Ejército francés

Sobre la mañana del 18 de febrero, la lluvia había disminuido, y el menor nivel de las aguas permitió que el río Gévora fuese de nuevo vadeable. Esa tarde, Soult envió nueve batallones de infantería, tres escuadrones de caballería y dos baterías de artillería, bajo el mando de Édouard Mortier, a que cruzaran a la ribera norte del Guadiana mediante un puente flotante. Tras unírseles seis regimientos de caballería bajo las órdenes de Latour-Maubourg, los franceses contaban entonces con 4500 soldados de infantería, 2500 unidades de caballería y 12 cañones preparados para atacar las líneas española al alba del 19 de febrero. Debido a la espesa niebla de esa mañana, Mendizábal no fue consciente de la aproximación del ejército francés hasta que su grupo de piquetes, a tan solo una milla de distancia de su frente, se vio obligado a retroceder por la infantería de Mortier que estaba cruzando el Gévora. Al mismo tiempo, la segunda división de húsares, enviada por Latour-Maubourg a dar la vuelta al flanco izquierdo, había conseguido subir los altos de San Cristóbal por el norte, y cayeron sobre los desprevenidos regimientos de Carlos de España.
Mortier demostró su destreza táctica en el despliegue de su pequeña fuerza: envió toda su caballería al norte para atacar el flanco izquierdo español; mandó tres batallones al sur, entre el fuerte de San Cristóbal y el ala derecha española; mientras sus seis batallones de infantería restantes atacaban el frente del ejército español. Cuando la niebla se levantó, la caballería ligera francesa a las órdenes de Briche ganó los altos y cayó sobre el flanco izquierdo, mientras que Latour-Maubourg tomó tres regimientos de dragones para atacar la caballería hispano-portuguesa en las llanuras del Caya. A pesar de superar en número a los franceses, la caballería aliada ignoró las órdenes recibidas y huyó inmediatamente hacia Elvas y Campomayor. Escaparon ilesos, principalmente debido a que Latour-Maubourg no los persiguió y en su lugar dirigió su caballería contra la línea de infantería española.

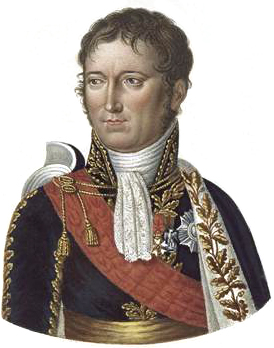
Édouard Mortier, duque de Treviso.

El combate librado por el flanco izquierdo español no fue directamente decisivo. Debido a que la niebla se había dispersado, los españoles pudieron ver la inferioridad numérica de las fuerzas enemigas y se reorganizaron para el contraataque. Sin embargo, el duelo de mosquetes entre ambos bandos apenas había empezado cuando apareció la caballería francesa; la caballería ligera se aproximó por lo alto de los altos de San Cristóbal mientras que los dragones de Latour-Maubourg avanzaban por la retaguardia. Como respuesta, Mendizábal formó sus tropas en dos grandes cuadrados apoyados por la artillería que, aunque inicialmente tuvo éxito a la hora de impedir el avance de la caballería francesa, finalmente se convirtió en un objetivo fácil para la infantería y artillería francesas. Como narró un soldado español de infantería, «Su artillería se aprovechó de ello de la forma más horrible, hasta que primero se convirtió en un óvalo y luego en una masa informe que la caballería pudo penetrar y tomar prisionera.» De ese modo, la caballería ligera de Briche penetró a través de los dos cuadrados españoles sin mucha dificultad, decidiendo así la batalla. Unos pocos regimientos del ejército español se dispersaron; muchos se rindieron, y otros se unieron para luchar abriéndose camino hacia Badajoz o la frontera portuguesa.

## Consecuencias
La batalla de Gévora supuso un serio revés para los aliados anglo-hispano-portugueses. Wellington había advertido previamente a los generales españoles que el Ejército de Extremadura era «el último cuerpo de tropas que su país poseía», y posteriormente escribió que «la derrota de Mendizábal es la mayor desgracia, que no era esperada previamente, que nos ha ocurrido hasta ahora.» Esencialmente, el ejército había sido destruido; aunque 2500 soldados de infantería hubieran escapado a Badajoz y un número ligeramente inferior a Portugal, unos 1000 españoles habían muerto o resultado heridos, 4000 fueron tomados prisioneros, y se perdieron 17 cañones. Por su parte los franceses sufrieron solo bajas de poca importancia. Inicialmente, el parte de bajas dado por Soult informaba de 30 muertos y 140 heridos, pero esas cifras fueron finalmente revisadas e incrementadas a 400 bajas, principalmente entre la caballería.
Soult se encontró entonces libre para continuar su asalto a Badajoz. Aunque por entonces la guarnición de la ciudad ascendía a unos 8000 hombres, debido al influjo de soldados provenientes del ejército de Mendizábal, finalmente la ciudad cayó en manos francesas el 11 de marzo. Tras esto, Wellington envió un gran cuerpo anglo-portugués, mandado por William Carr Beresford, para retomar la importante ciudad-fortaleza, y el 20 de abril, empezó el segundo sitio de Badajoz. El 16 de mayo se libró la sangrienta batalla de La Albuera en un intento francés de levantar el sitio, en la que el más poderoso ejército aliado de Beresford logró mantener el sitio, pero a duras penas pudo derrotar a un ejército francés, de nuevo capitaneado por Soult. Sin embargo, cuando el francés Ejército de Portugal, entonces bajo el mando del mariscal Auguste Marmont, y el Ejército del Sur coincidieron, la fuerza combinada francesa, de más de 60.000 hombres, forzó a Wellington a levantar el sitio y retirar sus 44.000 soldados a Elvas. Por lo tanto, Badajoz permaneció en manos francesas hasta el año siguiente, cuando los aliados la retomaron finalmente en la batalla de Badajoz.